# Hypsibius morikawai
Hypsibius morikawai är en djurart som tillhör fylumet trögkrypare, och som beskrevs av Ito 1995. Hypsibius morikawai ingår i släktet Hypsibius och familjen Hypsibiidae. Inga underarter finns listade i Catalogue of Life.